# Scopula drenowskii
Scopula drenowskii là một loài bướm đêm trong họ Geometridae.